# The Execution of Mary Stuart
The Execution of Mary Stuart este un film de scurt metraj de 1895 regizor de Alfred Clark.